# Эрьмезь (поема)
«Эрьмезь» (початкова назва — «Эрьмезь ды Котова») — епічна поема (або поема-казка) письменника Якова Кулдуркаєва, яка присвячена минулому ерзянського народу. Написана у казково-романтичній формі. Наративно близька до поеми Пушкіна «Руслан і Людмила», а сюжетно — до трагедії Шекспіра «Ромео і Джульєтта».
Головним задумом автора було показати, що ерзяни і мокшани — самобутні етноси, які мають особливе історичне коріння і особливі шляхи розвитку, в тому числі крізь призму протиріч, які часом виникали між народами.
За твердженням мордовської інтелегенції вважається одним із найяскравіших творів ерзянської літератури. Зокрема, поет Артур Моро так відгукувався про цей твір:
|  | У тридцяті роки була створена геніальна поема Я. Я. Кулдуркаєва «Эрьмезь», яка стала сяючою вершиною ерзянської поезії і всієї літератури та є великим внеском у скарбницю світової поезії... |

## Історія
Роботу над поемою Яків Кулдуркаєв розпочав на початку 1920-х років. Перші глави були опубліковані 28 жовтня 1928 року у газеті «Якстере теште» (укр. Червона Зірка) за підтримки Федіра Чеснокова, Петра Глухова та Артура Моро.
Повністю поема була видана лише у 1935 році, однак, через те, що у 1938 році письменника було репресовано й проголошено «ворогом народу», публікації з поемою були згодом вилучені практично з усіх бібліотек СРСР і довгий час не видавалися. Лише після реабілітації письменника уривки з поеми знову почали з'являтися на шпальтах газет («Сятко», «Мокша» і т. д.), а також перекладатися іншими мовами. Зокрема перший повноцінний переклад російською мовою здійснив відомий поет Сергій Подєлков у 1976 році. Крім того, твір також витримував й переклади мокшанською мовою.

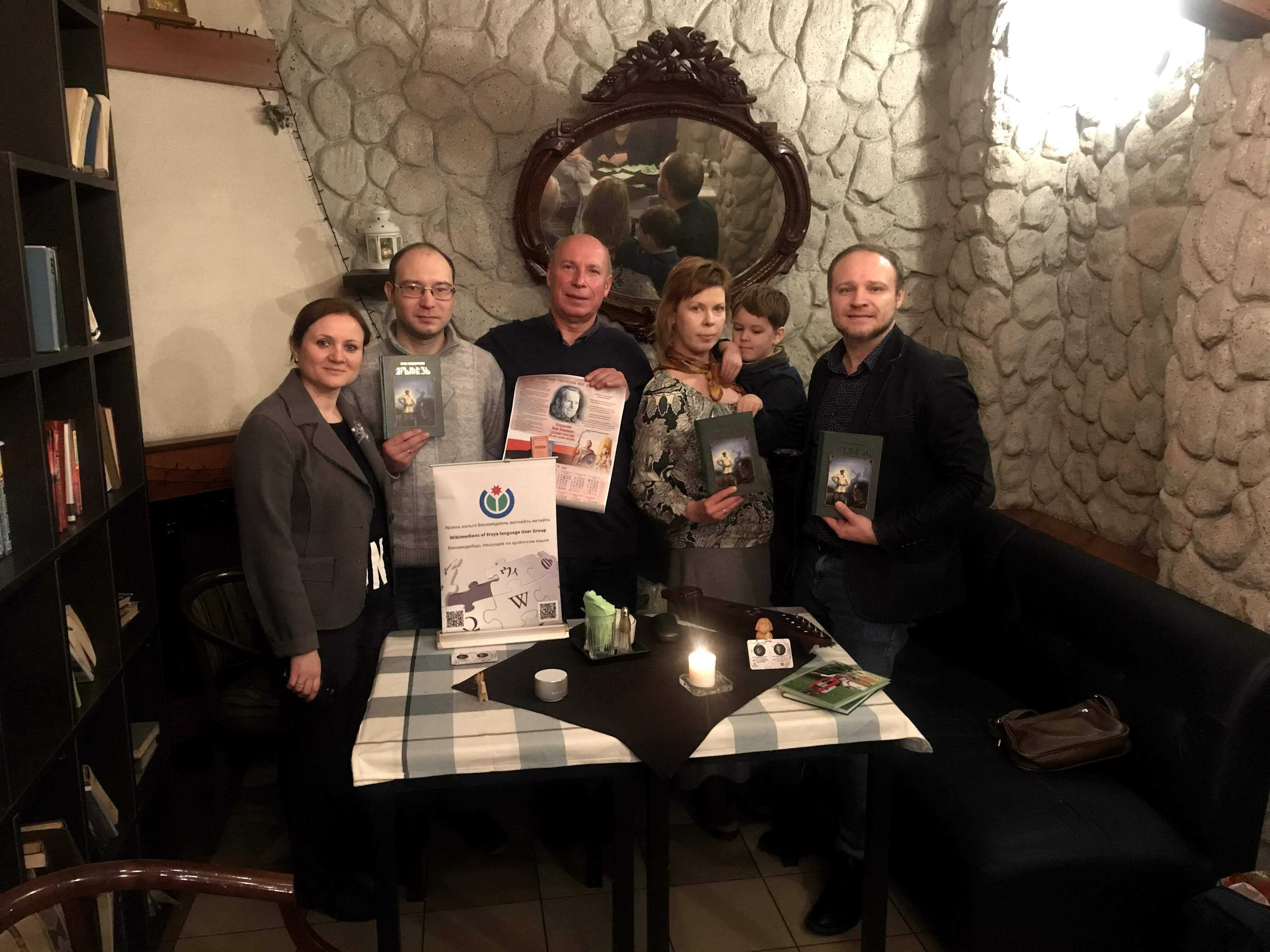
Світлина з презентації виданої поеми окремою книгою у 2020 році (Санкт-Петербург)

Після 1988 року Мордовське книжкове видавництво випустило цілу збірку письменника «Кезрень пингеде, эрзянь раскеде», в якій першим твором була поема «Эрьмезь».
У 2019 році у рамках святкування 125-річчя з дня народження письменника, ерзянський фонд «Руця» виступив з ініціативою видати поему окремою книгою одразу двома мовами — ерзянською і російською. У 2020 році її було презентовано у Санкт-Петербурзі і у Саранську. Під час презентації поеми в Саранську виник скандал. Керівник фонду «Руця» Ерюш Вєжай заявив, що презентація видання, яка мала відбутися в Національній бібліотеці ім. Пушкіна Республіки Мордовія за участю ерзянської поетеси Марізь Кемаль, зірвана через втручання Міністерства культури, національної політики та архівної справи Республіки Мордовія. У лютому 2020 р. Міннац Мордовії офіційно спростував звинувачення ерзянського активіста, пояснивши, що презентація взагалі не планувалась.

## Сюжет
Події відбуваються у 13 столітті. Ерзянський воїн на ім'я Эрьмезь закохується у мокшанську князівну Котову, батько якої підступний Пурейша, спершу задає витязю складні доручення, а потім, зрозумівши, що той справляється із завданнями, намагається його обдурити. Проте Эрьмезь викрадає Котову, після чого розгніваний князь кличе на допомогу сусідів і у війні, яка зав'язується, Эрьмезь трагічно гине, а після нього і його кохана.

### Персонажі
- Дуварма — оповідач.
- Эрьмезь — головний герой; ерзянський воїн.
- Котова — кохана головного героя; мокшанська князівна.
- Пургас — ерзянський князь; батько Эрьмезя.
- Пурейша — мокшанський князь; батько Котової.
- Дыдай — друг головного героя; пастух.

## Поетика
Композиційно поема поділена на декілька частин. Починається з підзаголовку «Ёвкс кезэрень пингеде» (укр. «Казка про давні часи»).
Казкова складова, що лежить в основі твору, тісно переплітається з історичною (князі Пургас і Пурейша — реальні історичні постаті).
Мова твору просторічна, насичена елементами усної народної творчості.